# Benderli Mehmed Selim Sırrı Pascià
Benderli Mehmed Selim Sırrı Pascià conosciuto anche come Mehmed Selim Pascià (Benderi, 1771 – Damasco, 1831) è stato un politico ottomano. Fu un Gran Visir dell'Impero Ottomano, governò dal 14 settembre 1824 al 24 ottobre 1828 servendo il sultano Mahmud II ma fallì nella guerra d'indipendenza greca. Sia l'incidente di buon auspicio (Vaka-i Hayriye), che la battaglia di Navarino (1827), accaddero durante il suo mandato. Nel 1828-1830 divenne Wali (governatore) dell'Eyalet di Rumelia e nel 1830-1831 Wali di Damasco (Siria). Quando i cittadini di Damasco e la guarnigione locale dei gianizzeri insorsero in rivolta contro di lui, Selim Pascià si asserragliò nella cittadella di Damasco. Dopo un assedio durato 40 giorni gli fu promesso un lascia passare per uscire dalla città incolume, ma fu ucciso prima che potesse lasciare la città.